# Cisówka (Pieniny)
Cisówka (777 m) lub Złotne (777 m) – jeden z głównych szczytów Pienin Spiskich. Jest położony w ich grani głównej. Potoki z północno-zachodniego stoku spływają do potoku Falsztyńskiego, w kierunku południowo-zachodnim tworzy grzbiet zakończony wzniesieniem Hombark Niedzicki. We wschodnim kierunku od szczytu Cisówki ciągnie się długi, opadający do zamku w Niedzicy grzbiet zwany Taborem. Na nim, nieco poniżej szczytu znajduje się duża i widokowa polana Cisówka. Przy szlaku turystycznym po zachodniej stronie szczytu silne źródełko. Po wschodniej stronie szczytu przy szlaku znajduje się niewielka polanka Majerz z drewnianym, stylowym domkiem leśnym.
Cisówkę porasta las świerkowo–jodłowy. Licznie występują w nim dziki. Nazwa szczytu istnieje już na mapach z 1822 (Csiszówka). Na niektórych mapach jest błędnie określana jako Złotne lub Złatne.
Znajduje się w granicach wsi Niedzica, w województwie małopolskim, w powiecie nowotarskim, w gminie Łapsze Niżne.

## Szlaki turystyki pieszej, rowerowej i konnej
– czerwony od zamku w Niedzicy przez Cisówkę i Barwinkową Górę do przełęczy Przesła. Czas przejścia 1:30 h, w drugą stronę tyle samo. Jest to część szlaku Dursztyn–Niedzica.

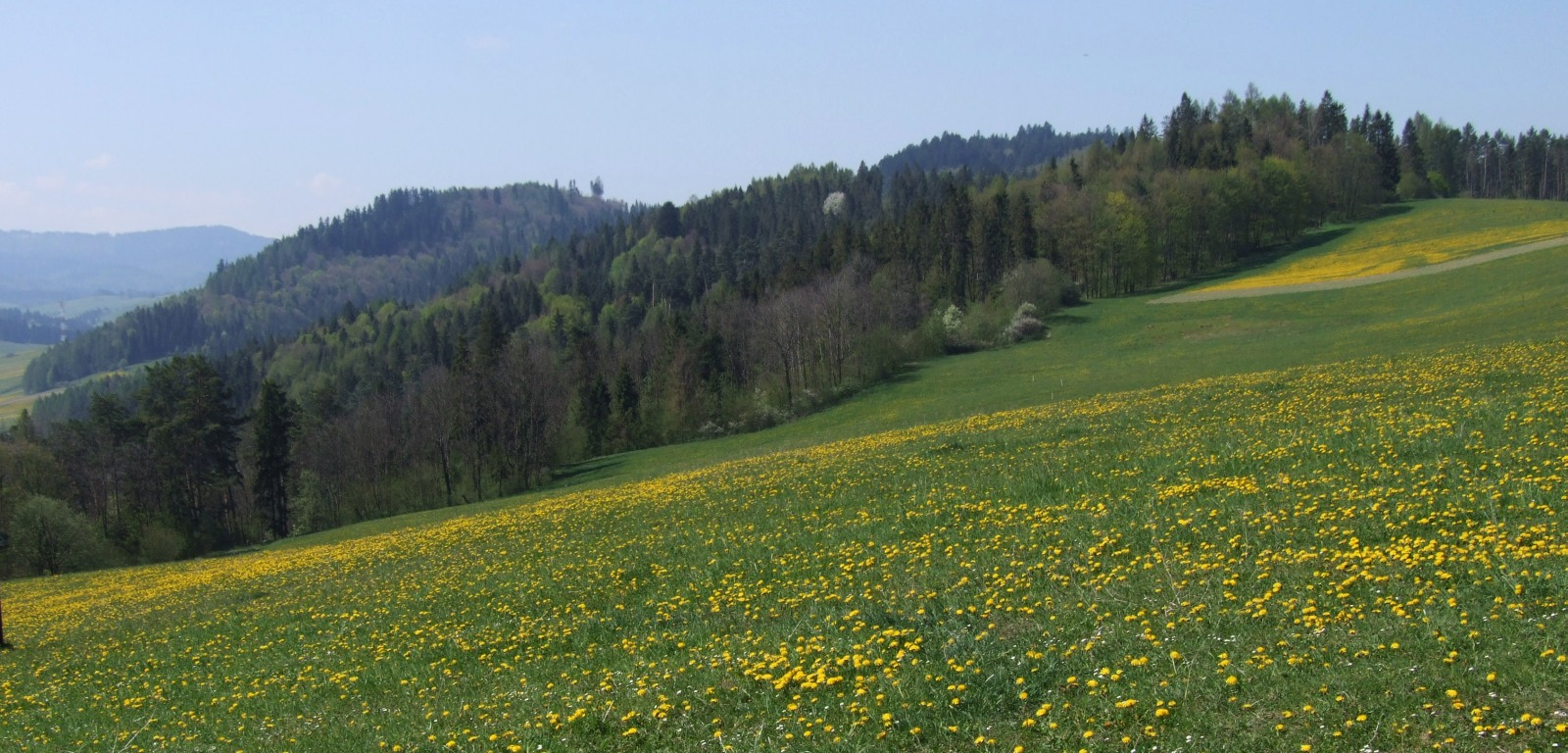
Od lewej Hombark i szczyt Cisówki. Widok z polany Cisówka